# Harmala alkaloid
Harmala alkaloidi su grupa koja obuhvata nekoliko alkaloida koji povećavaju efekte sistema nagrađivanja neurotransmitera dopamina delujući kao inhibitori monoamin oksidaze (MAOI). Ovi alkaloidi se nalaze u semenu Peganum harmala (poznatog i kao Harmal ili Sirijska ruta), kao i u listovima duvana. Alkaloidi uključuju harmin, harmalin, harmalol i njihove derivate, koji imaju sličnu hemijsku strukturu, te otuda i naziv „harmala alkaloidi”. Ovi alkaloidi su od interesa za njihovu upotrebu u amazonskom šamanizmu, gde su dobijeni iz drugih biljaka. Harmin, nekada poznat kao telepatin i banisterin, je prirodni alkaloid beta-karbolina koji je strukturno povezan sa harmalinom, a takođe se nalazi u vinovoj lozi Banisteriopsis caapi. Tetrahidroharmin se takođe nalazi u B. caapi i P. harmala. Dr Aleksandar Šulgin je sugerisao da harmin može biti proizvod razgradnje harmalina. Harmin i harmalin su reverzibilni inhibitori monoamin oksidaze A (RIMA). Oni mogu stimulisati centralni nervni sistem inhibiranjem metabolizma monoaminskih jedinjenja kao što su serotonin i norepinefrin.

## Spoljašnje veze
- Tetrahydroharmine entry in TiHKAL • info
- „Harmala Alkaloid - an Overview”.
- „Peganum harmala (Zygophyllaceae) - Dr. Duke's Phytochemical and Ethnobotanical Databases at NAL”. phytochem.nal.usda.gov. Архивирано из оригинала 04. 02. 2023. г. Приступљено 10. 10. 2023.